# Ceratocapsus insperatus
Ceratocapsus insperatus är en insektsart som beskrevs av Willis Blatchley 1928. Ceratocapsus insperatus ingår i släktet Ceratocapsus och familjen ängsskinnbaggar. Inga underarter finns listade i Catalogue of Life.